# Terpandro
Terpandro (in greco antico: Τέρπανδρος?, Térpandros; Antissa, 712 a.C. – Sparta ?, 645 a.C.) è stato un poeta greco antico.

## Biografia
Nacque ad Antissa, nell'isola di Lesbo, tra l'VIII secolo a.C. e la fine del VII. Si spostò successivamente a Sparta per ordine dell'oracolo di Delfi allo scopo di risolvere alcune liti interne alla città e dove vinse alcune gare musicali; in particolare, durante la XXVI olimpiade (676 a.C. - 673 a.C.), riportò la vittoria nel primo agone musicale in occasione delle feste per Apollo Carneo, da lui stesso riorganizzate. 

## Opere
Terpandro ebbe grandi meriti nell'innovazione della lirica corale: riformò, infatti, la musica citarodica, sostituendo al tetracordo l'eptacordo (rendendo così l'armonia più complessa) e fondò a Sparta una scuola che rese i Dori del Peloponneso i più rinomati autori di tale genere.
Inventò, inoltre, lo scolio simposiale e il barbiton, strumento simposiale per eccellenza.
Ci restano, di lui, 9 frammenti, di cui 3 di dubbia attribuzione.